# Norton Navigator-serie
De Norton Navigator-serie was een serie 350cc- en 400cc-motorfiets die het Britse merk Norton produceerde van 1960 tot 1965.

## Voorgeschiedenis
In 1958 had Bert Hopwood de 250cc-Norton Jubilee gepresenteerd. De reden was dat vanaf 1960 de "Learner drivers" in het VK niet meer op motorfietsen zwaarder dan 250 cc mochten rijden. De machine had tamelijk veel kinderziekten, waardoor ze een slechte naam kreeg.

## Norton Navigator Standard en Navigator De Luxe
In 1960, toen de Norton Navigator tijdens de Earls Court Show werd gepresenteerd, was de concurrentie in de 350cc-klasse (in het VK) vrijwel nihil. Er waren wat eencilinders, zoals het AJS Model 16 MS (18 pk), de identieke Matchless G3/LS (18 pk) en de BSA B31 (17 pk) en de tweecilinder Triumph 3TA (18,5 pk). Qua vermogen was er nog de 30pk-sterke BSA DB32GS, erg duur en alleen nog op bestelling leverbaar. Norton zelf leverde nog het eencilinder Model 50 (18 pk). De grootste bedreiging kwam uit Japan met de slechts 304cc-metende Honda C76 Dream, die al ca. 23 pk leverde.
Hopwood bouwde de 350cc-Navigator net als de Jubilee in twee versies, de Standard en de De Luxe. De Standard was een min of meer normale, kale motorfiets, maar de De Luxe had een plaatstalen omhulsel rond het achterwiel. Dat was een beetje de mode van de tijd, ook de Norton Dominator De Luxe had het, net als verschillende Triumph's. Het sloeg in elk geval in de Verenigde Staten niet aan: daar moesten Triumph-dealers het verwijderen om de motorfietsen te verkopen. Maar de Navigator was niet voor de VS bestemd. Toch kon Hopwood de Jubiliee niet zomaar groter maken. Er waren genoeg problemen op te lossen, zoals het olieverbruik en de olielekkages. Bovendien had de Jubilee afgezien van het ontwerp weinig nieuws te bieden. Het model was opgebouwd uit restonderdelen uit de magazijnen van Associated Motor Cycles en dus met onderdelen van AJS, Matchless, James en vooral (wielen, remmen en voorvork) van Francis-Barnett. In 1961 verschenen verschillende accessoires voor de Navigator, zoals een toerruit, grote beenschilden en een kofferset.

### Motor
De motor was een dwarsgeplaatste, luchtgekoelde paralleltwin. Het cilinderblok was diep verzonken in het carter, waardoor slechts vijf koelribben in het zicht zaten. De nokkenassen zaten voor (uitlaat) en achter (inlaat) het cilinderblok en waren hoog geplaatst. Daardoor konden de stoterstangen kort (en licht) blijven, wat nodig was voor de hoge toerentallen die de motor moest draaien. De kleppen werden bediend met de gebruikelijke tuimelaars. De big-end lagers waren stevig uitgevoerd, ze stamden van de 500cc-Dominator Model 7. De machine had om voldoende vermogen te ontwikkelen een korteslagmotor. De boring was vergroot van 60- naar 63 mm, de slag van 44- naar 56. Daardoor kwam de cilinderinhoud op 349,1 cc. De smering geschiedde via het gebruikelijke dry-sump-smeersysteem met een 1,75-liter-olietank onder het zadel. De olietank was onzichtbaar weggewerkt achter de beplating bij de De Luxe en een zijdeksel bij de Standard. De ontsteking (in die tijd meestal een magneetontsteking van Lucas), werd nu verzorgd door een 6-volt-Wipac-accu-bobinesysteem waarbij de contactpuntjes via een inspectiedekseltje bereikbaar waren. De motor leverde ongeveer 22 pk bij 7.000 tpm.

### Transmissie
Hoewel de Navigator een blokmotor had, werden koppeling en vierversnellingsbak door een duplexketting aangedreven. Op de versnellingsbak zat ook de kickstarter. Het achterwiel werd door een ketting aangedreven.

### Rijwielgedeelte
Op het oog had de Navigator een semi-dubbel wiegframe, met een dikke plaatstalen buis van het balhoofd naar de voor/onderkant van het motorblok, waar twee dunne buisjes naar het achterframe liepen. Die buisjes droegen echter niet bij aan de stevigheid van het frame, maar dienden slechts als bevestiging voor de middenbok. Daarom betrof het hier een brugframe met het motorblok als dragend deel. Voor zat bij de Jubilee een telescoopvork van Francis-Barnett, maar de Navigator kreeg de betere Roadholder fork. Achter zat een swingarm met twee veer/demperelementen. Voor en achter zaten trommelremmen. Ten opzichte van de Jubilee was de dikke buis onder het balhoofd wat forser uitgevoerd vanwege het grotere motorvermogen.

## Amerikaanse markt
Joe Berliner was de Amerikaanse importeur van een aantal Europese merken, waaronder Norton. Berliner verkocht niet zomaar motorfietsen. Hij kende de wensen van de Amerikanen en gaf de merken die hij vertegenwoordigde vaak opdrachten om een bepaalde motorfiets te ontwerpen. Zo had Norton al de Nomad-terreinmotor gemaakt en ook de Atlas kwam aanvankelijk alleen in de VS op de markt. Berliner had echter ook oog voor lichtere machines. Speciaal voor hem werd de 125cc-Ducati Bronco gebouwd. Eind jaren vijftig zag hij de opkomst van de lichte Honda Dream. Ook Honda wist wat de Amerikanen wilden. De 250- en 304cc-Dreams hadden de in de VS geliefde hoge sturen en kleine tanks, maar ook elektrische richtingaanwijzers en startmotoren. De Honda CA 77 Dream leverde met zijn 304cc-tweecilindermotor 23 pk en de Honda CB 77 Super Hawk zelfs 28 pk. Berliner begreep dat de Navigator geschikt zou zijn voor de Amerikaanse markt, maar dan moest er een startmotor en veel meer vermogen komen. Hij liet zelf twee Navigators van een startmotor voorzien en vroeg daarna de fabriek om de machine in productie te nemen.

### Norton Electra en ES 400
Norton vond een geschikte startmotor in de Lucas M3, die bij de Triumph Tigress-scooter werd gebruikt. Die paste onder de carburateur van de Navigator. De startmotor dreef via een ketting de krukas aan, maar daarvoor moest het primaire carter 3 cm breder worden, want de ketting kwam naast de primaire duplexketting en de alternator te zitten. Omdat de 6 volt-accu niet genoeg kracht leverde, werd in het gereedschapskastje een tweede accu geplaatst. Beide accu's werden in serie geschakeld, waardoor een 12 volt-installatie ontstond. Daardoor werd de Norton Electra negen kg zwaarder dan de Navigator. De cilinders werden 3 mm opgeboord, waardoor de cilinderinhoud op 383,2 cc kwam. De iele 6 inch-trommelremmen werden vervangen door een 8 inch-voorrem en een 7-inch achterrem, allebei afkomstig van de Norton Dominator. De richtingaanwijzers zaten op de stuuruiteinden (de zogenaamde "Koeienogen") en werden ingekocht bij Hella. De Norton Electra was de eerste Norton die in de AMC-fabriek in Woolwich werd gebouwd.
Hoewel de Norton Electra niet de stuureigenschappen van machines met het featherbed frame had, werden ze toch heel behoorlijk geacht. Ook de startmotor deed zijn werk redelijk. Alleen bij koud weer moest de motor enkele keren worden rondgetrapt. De machine kende echter ook een aantal problemen. Zoals alle Britse viertakten met een verticaal deelbaar carter lekte ze olie. Bovendien kwamen de elektrische componenten van vier toeleveranciers: Lucas, Prestolite, Wipac en Hella. De brandstofverbruik was hoog: 1:17 bij 95 km/uur. De motor maakte veel mechanisch geluid dat werd veroorzaakt door het kleppenmechanisme. Op lange ritten veroorzaakten de trillingen dode vingers bij de berijder.
Begin 1963 werden de eerste 3.000 Norton Electra's naar de VS verscheept, maar Berliner moest erkennen dat sportieve rijders een voorkeur hadden voor de 750cc-Norton Atlas en klanten van lichtere machines voor Honda's kozen. Dat waren modernere motorfietsen die niet waren samengesteld uit samenraapsels uit de magazijnen.
Berliner nam dan ook niet de hele productie over. De onverkochte restanten werden op de Europese markt gebracht onder de type-aanduiding Norton ES 400. De machine was echter veel te duur, sommige 500cc-tweecilinders waren goedkoper.

## De Honda-methode
Net als alle Japanse producenten had Honda in de jaren vijftig het probleem dat alle export moest geschieden via een handelsmaatschappij. Daardoor werd de lijn met de klant erg lang: producent → handelsmaatschappij → importeur → dealer → klant. Dat was tegen de filosofie van Soichiro Honda, die zijn ontwerpers opdracht had gegeven bij hun ontwerp eerst uit te gaan van de klant, daarna van de monteur die aan de motorfietsen moest werken en pas als laatste bij de producent zelf. Een zo kort mogelijke band met de klant was belangrijk. Door het opzetten van fabrieken in Europa verkortte Honda deze lijn en verkoopmanager Takeo Fujisawa stuurde in 1958 de 39-jarige Kihachiro Kawashima naar de VS om de American Honda Motor Company op te richten. Nu was de lijn met de klant ineens veel korter: producent → dealer → klant. Als er al problemen met Honda-motorfietsen waren, konden die heel snel worden opgelost. Joe Berliner had een 5.500 km lange lijn met Norton: producent → importeur → dealer → klant.

## Einde productie
De Norton Navigator De Luxe overleefde de verhuizing van de Norton-productie van Bracebridge Street in Birmingham naar de AMC-fabriek in Woolwich niet. Ze ging eind 1962 uit productie. De Navigator Standard kreeg in 1963 een bredere voorvork en een stuurslot, maar de productie eindigde in 1965, vlak voor de overname van Norton door de Villiers Engineering Group. De Norton Electra / ES 400 voldeed nooit aan de verwachtingen en de productie eindigde ook in 1965.

## Afbeeldingen
De afbeeldingen van de Norton Jubilee geven een goed beeld van de Navigator.

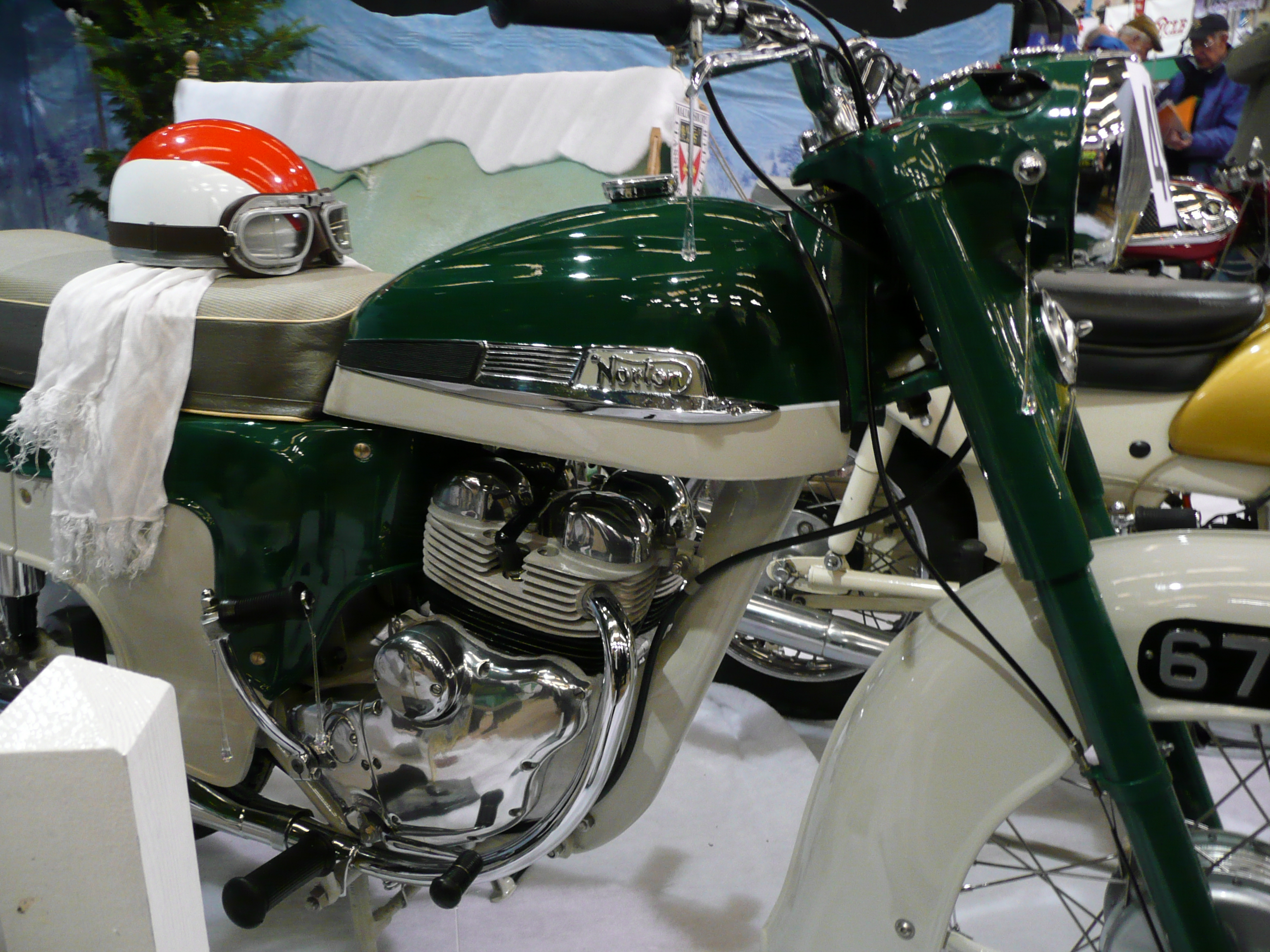
Norton Jubilee De Luxe uit 1961, met plaatwerk rond het achterwiel
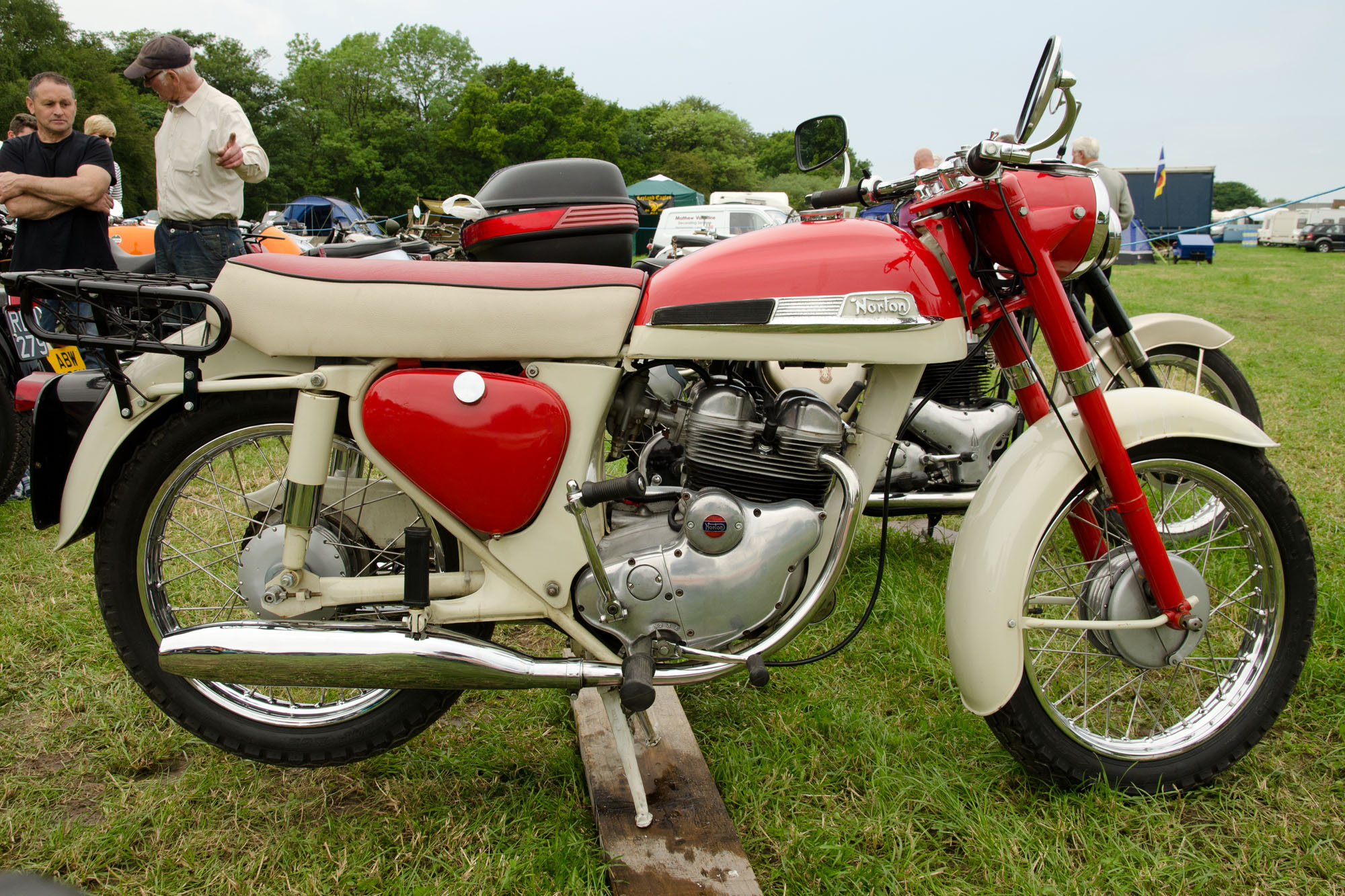
Norton Jubilee Standard uit 1961
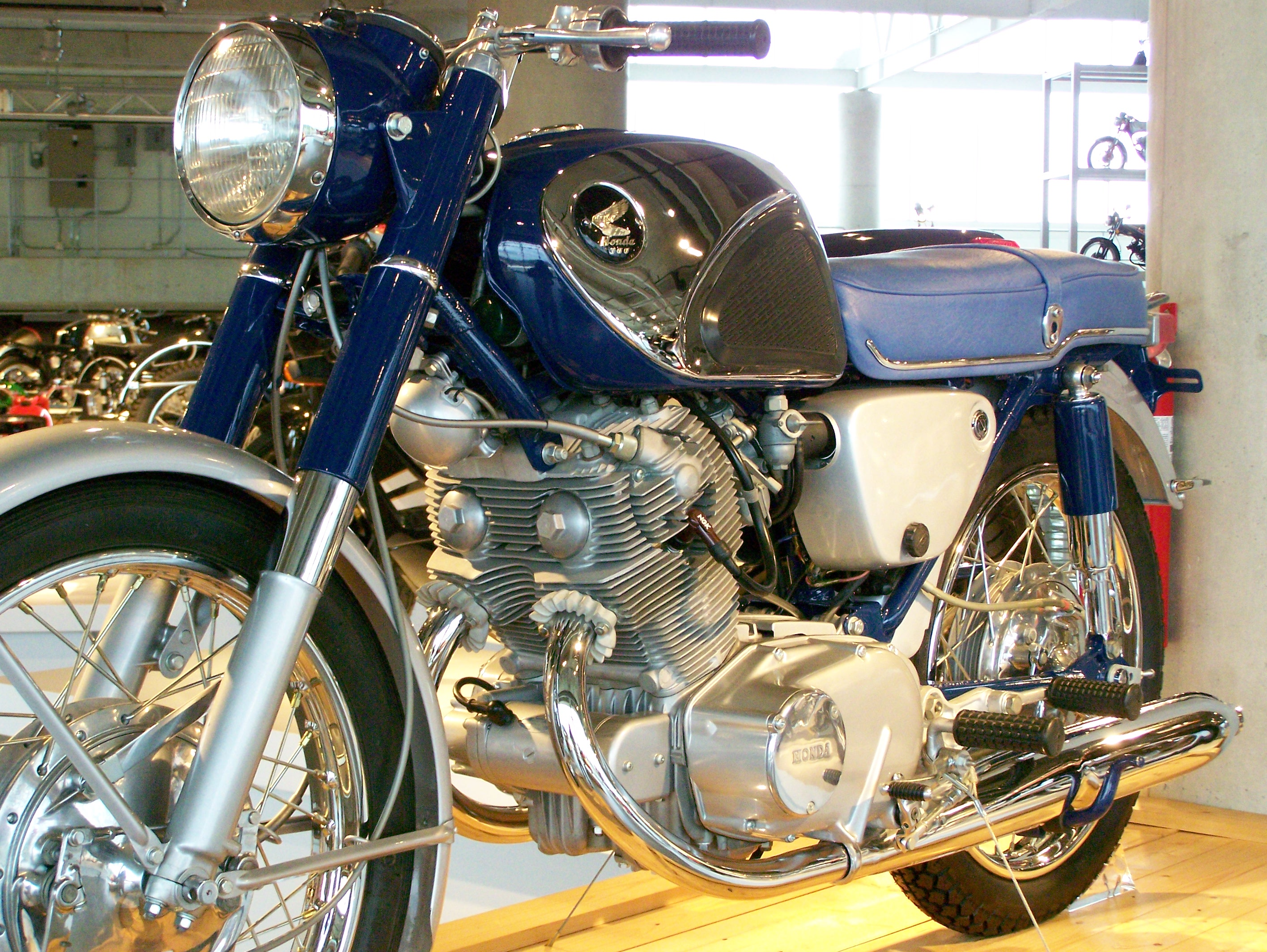
concurrent in de VS: Honda CB 77 Super Hawk

## Technische gegevens
| Norton                 | Naviator De Luxe             | Navigator Standard           | Electra (ES 400)              |                              | Honda CB 77 Super Hawk |
| ---------------------- | ---------------------------- | ---------------------------- | ----------------------------- | ---------------------------- | ---------------------- |
| Periode                | 1960-1962                    | 1960-1965                    | 1963-1965                     | 1960-1967                    |                        |
| Categorie              | Toer                         | Toer                         | Toer                          | Sport                        |                        |
| Motortype              | Stoterstangen kopklepmotor   | Stoterstangen kopklepmotor   | Stoterstangen kopklepmotor    | OHC                          |                        |
| Bouwwijze              | Dwarsgeplaatste paralleltwin | Dwarsgeplaatste paralleltwin | Dwarsgeplaatste paralleltwin  | Dwarsgeplaatste tweecilinder |                        |
| Koeling                | Lucht                        | Lucht                        | Lucht                         | Lucht                        |                        |
| Boring                 | 63 mm                        | 63 mm                        | 66 mm                         | 60 mm                        |                        |
| Slag                   | 56 mm                        | 56 mm                        | 56 mm                         | 53,8 mm                      |                        |
| Cilinderinhoud         | 349,1 cc                     | 349,1 cc                     | 383,2 cc                      | 304,2 cc                     |                        |
| Carburateur(s)         | Amal Monobloc 375 22 mm      | Amal Monobloc 375 22 mm      | Amal Monobloc 375 22 mm       | 2 Keihin 26 mm               |                        |
| Ontsteking             | 6 volt-Wico-Pacy-accu-bobine | 6 volt-Wico-Pacy-accu-bobine | 12 volt-Wico-Pacy-accu-bobine | 12 volt-accu-bobine          |                        |
| Smeersysteem           | Dry-sumpsysteem              | Dry-sumpsysteem              | Dry-sumpsysteem               | Wet-sumpsysteem              |                        |
| Compressieverhouding   | Onbekend                     | Onbekend                     | 7,9:1                         | 9,5:1                        |                        |
| Max. Vermogen          | 22 pk bij 7.000 tpm          | 22 pk bij 7.000 tpm          | 25 pk bij 6.800 tpm           | 28 pk bij 9.000 tpm          |                        |
| Topsnelheid            | 130 km/uur                   | 130 km/uur                   | 145 km/uur                    | 168 km/uur                   |                        |
| Primaire aandrijving   | Duplexketting                | Duplexketting                | Duplexketting                 | Ketting                      |                        |
| Koppeling              | Meervoudige natte plaat      | Meervoudige natte plaat      | Meervoudige natte plaat       | Meervoudige natte plaat      |                        |
| Versnellingen          | 4                            | 4                            | 4                             | 4                            |                        |
| Secundaire aandrijving | Ketting                      | Ketting                      | Ketting                       | Ketting                      |                        |
| Startmethode           | Kickstarter                  | Kickstarter                  | Startmotor + kickstarter      | Startmotor + kickstarter     |                        |
| Rijwielgedeelte        | Brugframe                    | Brugframe                    | Brugframe                     | Ruggengraatframe             |                        |
| Voorvork               | AMC-telescoopvork            | AMC-telescoopvork            | Norton Roadholder             | Telescoopvork                |                        |
| Achtervork             | Swingarm                     | Swingarm                     | Swingarm                      | Swingarm                     |                        |
| Voorrem                | 152 mm-Trommelrem            | 152 mm-Trommelrem            | 203 mm-Trommelrem             | Trommelrem                   |                        |
| Achterrem              | 152 mm-Trommelrem            | 152 mm-Trommelrem            | 178 mm-Trommelrem             | Trommelrem                   |                        |
| Wielbasis              | 1.310 mm                     | 1.310 mm                     | 1.308 mm                      | Onbekend                     |                        |
| Zadelhoogte            | 813 mm                       | 813 mm                       | 813 mm                        | Onbekend                     |                        |
| Tankinhoud             | 13,2 liter                   | 13,2 liter                   | >15 liter                     | 14 liter                     |                        |
| Gewicht                | 150 kg (rijklaar)            | 150 kg (rijklaar)            | 159 kg (rijklaar)             | 159 kg (droog)               |                        |
| Voorganger             | Jubilee De Luxe              | Jubilee Standard             | Navigator Standard            | Honda CS 76 Dream            |                        |
| Opvolger               | Geen                         | Geen                         | Geen                          | Honda CB 350                 |                        |